# Jacob Merz

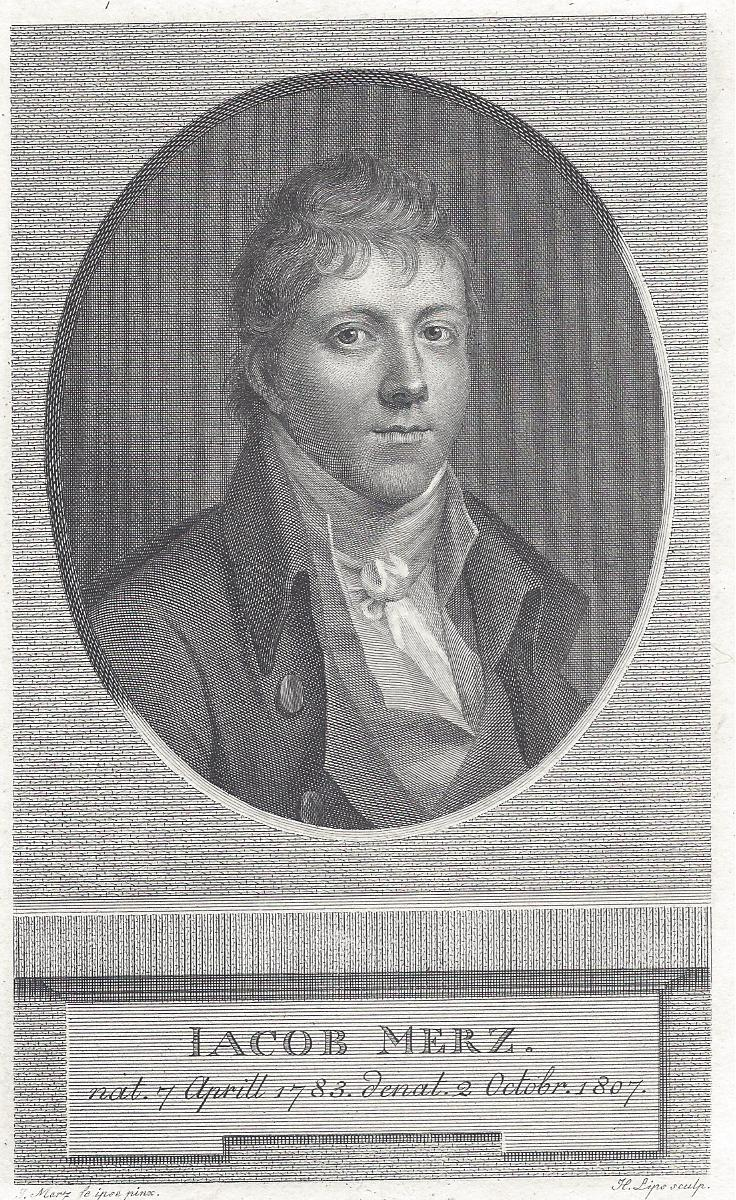
Jacob Merz, Gedenkblatt von Johann Heinrich Lips nach einem Selbstporträt, 1807

Jacob Merz (* 7. April 1783 in Hirslanden; † 2. Oktober 1807 in Wien) war ein Schweizer Zeichner, Maler und Kupferstecher.

## Leben
Jacob Merz wurde am 7. April 1783 als Sohn des aus dem schwäbischen Tieringen stammenden Webers Christian Merz und seiner Frau Angelika Weber geboren und wuchs in Hirslanden in einem ehemaligen Jagdhaus des Obersten Salomon Hirzel in Buch am Irchel auf. Der Pfarrer von Andelfingen, Johann Wilhelm Veith erkannte das zeichnerische Talent von Merz. Er nahm ihn 1795 in sein Haus auf und machte ihn mit Johann Caspar Lavater und Johann Heinrich Lips bekannt. Veith finanzierte von 1797 bis 1801 seine Lehre als Kupferstecher bei Lips. 1802 stach Merz ein Porträt Lavaters, mit dem er sich an der Wiener Akademie bewarb.
Im September 1802 reiste Merz nach Wien und fand Aufnahme an der Akademie unter der Obhut von Heinrich Friedrich Füger. 1803 und 1804 erlangte er auf Vermittlung des Grafen Delmotte finanzielle Zuwendungen von Erzherzog Karl. Merz, der sich erst Ende 1803 der Ölmalerei zuwandte, errang mit Porträts und Miniaturen rasch Anerkennung. 1805 unternahm er, gefördert von der Fürstin Krasalcowiz, eine Reise in die Slowakei und nach Ungarn. Zurück in Wien fertigte er im November 1805 ein Miniaturporträt mit schwarzer, weisser und roter Kreide von Antonio Canova, von dem er zwei Fassungen stach.
Noch im November 1805 wurde er aufgrund einer Denunziation eines Kommilitonen als «Raisonneur» in die Armee zwangseingezogen. Es gelang ihm aber, mit der Hilfe einflussreicher Gönner, darunter die Fürstin von Schwarzenberg und sein Lehrer Füger, nach sechs Tagen freizukommen. Die Musterungsszene hielt er in einer Zeichnung fest. 1806 erhielt Merz vom Wiener Hof den Auftrag, einen Kupferstich vom Reiterdenkmal Kaiser Josephs. II. anzufertigen. An dem grossformatigen Stich, für den er Anerkennung und eine Belohnung von 1000 Gulden bekam, arbeitete er zehn Monate. Ende September 1807 erkrankte Merz nach einem Ausflug an einer septischen Erkrankung. Er verstarb am 2. Oktober 1807 in Wien.

## Werke
Aus der kurzen Schaffenszeit von Jacob Merz haben überwiegend Porträts, darunter auch Selbstporträts, überdauert. Mehrere Mappen mit etwa 300 Zeichnungen Merzens wurden zwischen 1868 und 1870 von dem vermögenden kalifornischen Richter Edward Bryant Crocker auf einer Deutschlandreise erworben und von seiner Witwe 1885 der Stadt Sacramento übereignet. Die Zeichnungen werden seit 1936 wissenschaftlich aufgearbeitet und befinden sich im Crocker Art Museum in Sacramento. Eine Auswahl wurde 1981 im Haus zum Rechberg in Zürich und in der Akademie der bildenden Künste Wien gezeigt. Die dreihundert Arbeiten von Merz in Sacramento stellen heute praktisch den Gesamtnachlass dar.